# Monoculodes murrius
Monoculodes murrius är en kräftdjursart som beskrevs av J. L. Barnard 1962. Monoculodes murrius ingår i släktet Monoculodes och familjen Oedicerotidae. Inga underarter finns listade i Catalogue of Life.